# Helmut Lichtenberg
Helmut Lichtenberg (Hof, 21 de noviembre de 1954) es un expiloto de motociclismo alemán que compitió en el Campeonato del Mundo de Motociclismo desde 1980 hasta 1985.

## Resultados de carrera

### Campeonato del Mundo de Motociclismo

#### Carreras por año
Sistema de puntos desde 1969 a 1987:
| Posición | 1.º | 2.º | 3.º | 4.º | 5.º | 6.º | 7.º | 8.º | 9.º | 10.º |
| Puntos   | 15  | 12  | 10  | 8   | 6   | 5   | 4   | 3   | 2   | 1    |

(Carreras en negrita indica pole position, carreras en cursiva indica vuelta rápida)
| Año  | Clase | Equipo | Moto  | 1      | 2      | 3       | 4      | 5      | 6       | 7      | 8      | 9       | 10     | 11      | Pts. | Pos. |
| ---- | ----- | ------ | ----- | ------ | ------ | ------- | ------ | ------ | ------- | ------ | ------ | ------- | ------ | ------- | ---- | ---- |
| 1980 | 125cc | MBA    | NAT - | ESP -  | FRA -  | YUG -   | NED -  | BEL -  | FIN -   | GBR -  | CZE -  | GER DNQ |        |         | 0    | -    |
| 1982 | 125cc | MBA    | ARG - | AUT 8  | FRA -  | ESP -   | NAT -  | NED 23 | BEL 21  | YUG 15 | GBR 31 | SWE 20  | FIN 17 | CZE 18  | 3    | 24.º |
| 1983 | 125cc | MBA    |       | FRA 14 | NAT -  | GER -   | ESP -  | AUT 20 | YUG -   | NED 12 | BEL -  | GBR 15  | SWE -  | RSM 11  | 0    | -    |
| 1985 | 125cc | MBA    |       | ESP 20 | GER 16 | NAT Ret | AUT 21 |        | NED Ret | BEL 25 |        |         |        | RSM Ret | 0    | -    |